# Sportübertragungsrechte
Sportübertragungsrechte sind die Rechte an der Übertragung von Sportveranstaltungen.

## Juristische Grundlagen
In der Rechtswissenschaft wird untersucht und vor Gericht ausgestritten, ob und wieweit bei Übertragung von Sportveranstaltungen ein Schutz geistigen Eigentums, der Leistungsschutz und das Hausrecht des Veranstalters grundsätzlich und im Einzelfall tangiert sind.
Juristische Grundlagen von Sportübertragungsrechten liefern u. a. § 2, § 81 UrhG, lauterkeitsrechtliche Bestimmungen § 3, § 4 Nr. 9 UWG, das allgemeine Deliktsrecht des BGB (§§ 823 Abs. 1, 1004), die im KUG geregelten Persönlichkeitsrechte der Sportler.

## Verfahren und Finanzierung
Verkauft werden Sportübertragungsrechte im Auktionsverfahren von den Veranstaltern an den meistbietenden Sender.

## Verdacht auf Kartellbildung
Vor dem 12. April 2018 hat die EU-Kommission wegen des Verdachts auf Kartellrechtsverstöße im Geschäft mit Sportübertragungsrechten mehrere Unternehmen in verschiedenen EU-Ländern durchsuchen lassen. Das Unternehmen Fox Network Group erklärte, mit den Behörden zu kooperieren.